# Frits Staal
Johan Frederik (Frits) Staal (Amsterdam, 3 november 1930 – Chiang Mai (Thailand), 19 februari 2012) was een Nederlands filosoof en taalkundige. Hij was een zoon van de architect Jan Frederik Staal (1879-1940).

## Studie en hoogleraarschap in Amsterdam
Staal studeerde wiskunde, natuurkunde en filosofie aan de Gemeente Universiteit van Amsterdam, waar hij een leerling was van H.J. Pos, en zette zijn studies voort in de Indiase filosofie en Sanskriet te Chennai en Benares. Hij promoveerde in 1957 te Chennai in de wijsbegeerte op het proefschrift Advaita and Neoplatonism. A Critical Study in Comparative Philosophy.
Staal was hoogleraar in de algemene en vergelijkende filosofie in Amsterdam van 1962 tot 1967. In dat jaar publiceerde hij zijn geruchtmakende artikel "Zinvolle en zinloze filosofie" in het tijdschrift de Gids. Hij stelde hierin dat alleen verifieerbare uitspraken zinvolle filosofie opleveren. Uitspraken als "Das Nichts nichtet" (Heidegger) zijn op geen enkele wijze te onderzoeken of te verifiëren en daarom zinloos. Zijn in het artikel verwoorde opvattingen over Heidegger en andere continentale (Duitse en Franse) wijsgeren deden hem heftig botsen met niet-analytisch ingestelde filosofen en leidden tot een hoog oplopende ruzie met zijn collega Jan Aler.

## Berkeley
In 1968 werd Staal hoogleraar in de Filosofie en de Zuid-Aziatische Talen aan de Universiteit van Californië - Berkeley. Hij was bezoekend hoogleraar aan het MIT en de universiteiten van Bangkok, Kyoto, Parijs, Peradeniya, Stanford, Sussex, Tokio, Washington D.C. en Leiden (2003). Hij ging met emeritaat in 1991.

## Vedische rituelen
Staal specialiseerde zich in studies over Vedische rituelen en mantra's. Hij verrichtte veldstudies naar rituele handelingen en mysticisme. Hij hield zich ook bezig met Griekse en Indiase logica en filosofie, en met de grammatica van het Sanskriet.

In 1975 documenteerde een groep wetenschappers, geleid door Staal, een twaalf dagen durende uitvoering van het Vedische Agnicayana (vuuroffer)ritueel in Kerala. Dit onderzoek werd gepubliceerd in twee lijvige boekwerken en werd ook als film opgenomen ('Altar of fire'). Zijn internationaal meest bekende boeken zijn 'Exploring Mysticism' (1975), 'Universals: Studies in Indian Logic and Linguistics' (1988) en 'Rules Without Meaning' (1993).

In Over zin en onzin in de filosofie, religie en wetenschap (1986), met een voorwoord van Harry Mulisch, is een volledige bibliografie van Frits Staal opgenomen tot 1986.
In recenter onderzoek hield hij zich bezig met de Griekse en Vedische meetkunde.
Methodologisch gezien was Staal ervan overtuigd dat het gehele universum openstaat voor rationeel onderzoek: "Studying something 'irrationally' is refusing to study it." Een terugkerend thema is dat gebieden zoals mystiek of ritueel net zo openstaan voor rationeel, wetenschappelijk onderzoek als elk ander aspect van het universum. Volgens Staal verhinderden kunstmatige onderscheidingen tussen "Oost" en "West" of de natuurwetenschappen en geesteswetenschappen vruchtbare onderzoekingen van het menselijk leven. Zijn studie van Pāṇini's Sanskriet-grammatica ondermijnden de eerder aangenomen superioriteit van de klassieke Grieken op het gebied van wetenschappelijke analyse. Logica, linguïstiek en andere wetenschappen zijn geen eigenschappen van afzonderlijke beschavingen, maar zijn universele kenmerken van de mensheid.

## Over Frits Staal
- Johan van Benthem: 'Levensbericht van Frits Staal'. In: Levensberichten en herdenkingen KNAW, 2012

- Bibsys: 90341665
- Bibliothèque nationale de France: cb127356364 (data)
- Catàleg d'autoritats de noms i títols de Catalunya: 981058509425106706
- CiNii: DA00458406
- Digitale Bibliotheek voor de Nederlandse Letteren: staa009
- Gemeinsame Normdatei: 1082134708
- International Standard Name Identifier: 0000 0001 1697 5775
- Library of Congress Control Number: n81066911
- Nationale Bibliotheek van Letland: 000090043
- Bibliotheek van het Japanse parlement: 00457408
- Nationale Bibliotheek van Tsjechië: mzk2014823786
- Nationale Bibliotheek van Israël: 987007299785405171
- Nederlandse Thesaurus van Auteursnamen: 071782753
- Système universitaire de documentation: 078533627
- Virtual International Authority File: 108300390
- WorldCat: E39PBJr3vTHkQHb4cBWv4BRBT3

1. ↑  Een licht herziene versie uit 1961 is via DBNL te raadplegen. Gearchiveerd op 2 september 2022.